# Shinkansen Seria 0

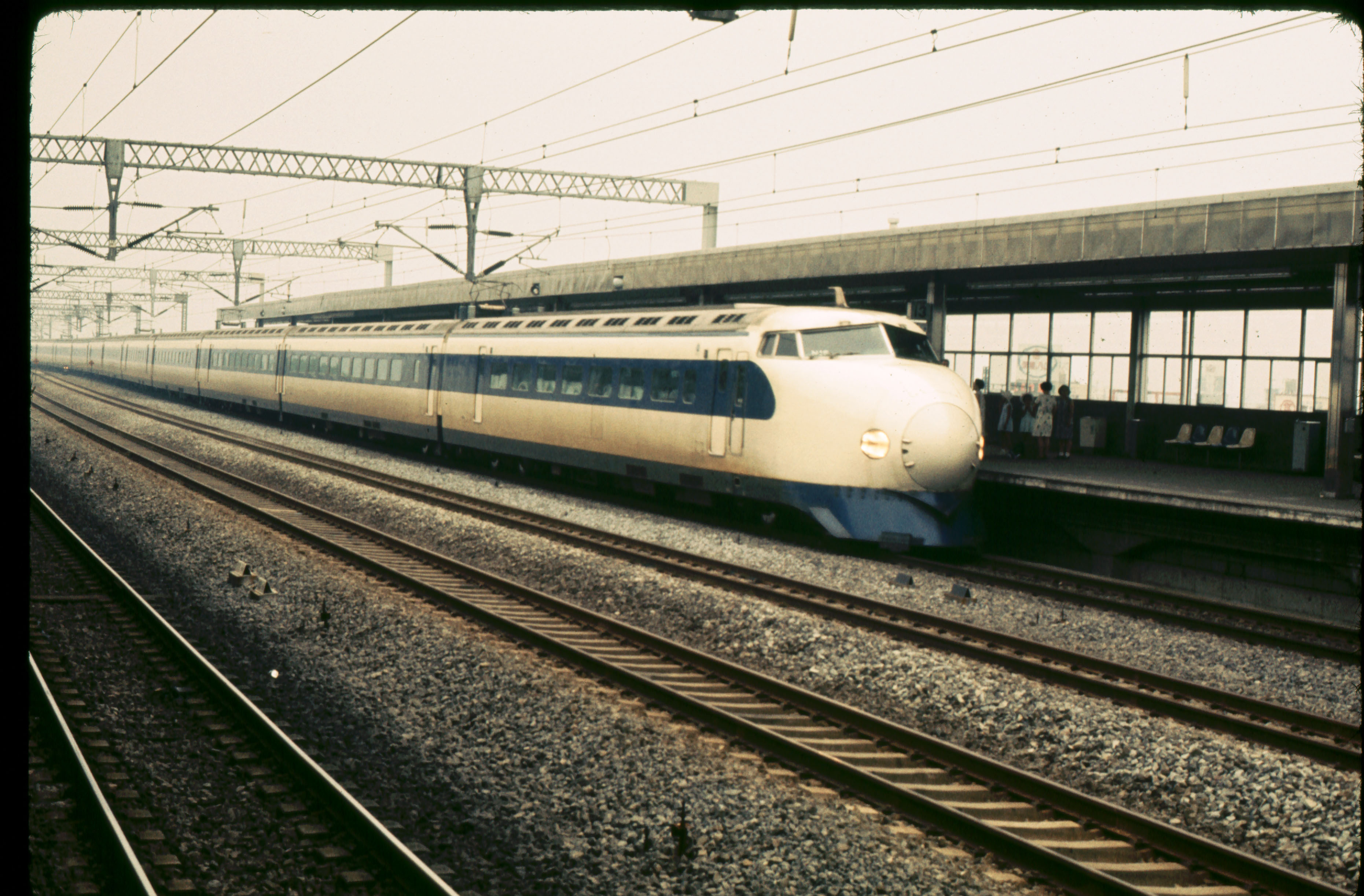
O garnitură din seria 0 în gara Odawara, 11 August 1970

Shinkansen Seria 0 au fost primele garnituri de tren care rulează pe rețeaua de mare viteză japoneză Shinkansen, începând cu 1964. Trenul atingea viteze de 220 km/h. Ultimele trenuri de acest gen au fost retrase din circulație în 2008.